# تيجاسيرود
تيجاسيرود أو تيغاسيرود (بالإنجليزية: Tegaserod)‏ هو ناهض 5-HT4 مصنع من قبل شركة Novartis ويباع تحت اسم Zelnorm وZelmac ويستخدم لعلاج متلازمة القولون العصبي والإمساك.

## الخواص
- يستعمل لتدبير متلازمة القولون العصبي والإمساك.
- مصادق عليه من قبل FDA عام 2002 وتم سحبه من الأسواق في وقت لاحق عام 2007 بسبب مخاوف FDA من الآثار القلبية والوعائية الضائرة المحتملة.
- قبل ذلك، كان الدواء الوحيد المعتمد من قبل إدارة الغذاء والدواء الأمريكية والمساعد على تخفيف الألم في البطن والانتفاخ والإمساك المرتبط بمتلازمة القولون العصبي، تمت الموافقة على استخدامه أيضاً لعلاج الإمساك المزمن مجهول السبب.

## آلية التأثير
يعمل الدواء كمحفز حركة، حيث يصل إلى تأثيراته العلاجية المطلوبة من خلال تفعيل مستقبلات 5-HT4 للجهاز العصبي المعوي في السبيل المعدي المعوي.
كما أنه يحفز الحركة المعدية المعوية ومنعكس التحوي، وينقص من آلام البطن. بالإضافة لذلك، يكون التيغاسيرود مناهض لمستقبلات 5-HT2B.

## سحبه من الأسواق
في 30 آذار عام 2007 طلبت إدارة الغذاء والدواء الأمريكية من Novartis أن تسحب Zelnorm من الرفوف.
تدعي FDA وجود علاقة بين صرف الدواء وتزايد خطر السكتة القلبية أو السكتة الدماغية.
أظهر تحليل المعلومات التي جمعت من أكثر من 18000 مريض حدوث تأثيرات عكسية قلبية وعائية عند 13 من بين 11614 مريض عولجوا بـ زيلنورم (معدل 0.11%) مقارنةً بـ ا من بين 7031 مريض عولجوا بالدواء الوهمي (بلاسيبو) (معدل 0.01%)
زعمت شركة نوفارتيس أن جميع المرضى المتأثرين كان لديهم أمراض قلبية وعائية أو عوامل خطورة مسبقاً، وبعد ذلك زعمت أنه لا توجد علاقة سببية بين استخدام تيغاسيرود والأحداث القلبية الوعائية التي ظهرت.
في نفس يوم إعلان إدارة الغذاء والدواء الأميركية، أعلنت شركة نورفاتيس في كندا أنها علّقت تسويق ومبيع الدواء في كندا استجابةً لطلب من صحة كندا.
يبدو أن بعض المصنعين في الهند مثل سيبلا وتورنت للمستحضرات الصيدلانية لا يزال يتوفر لديهم دواء تيغاسيرود جنيس في قوائمهم ومن الممكن أن بعض التجار يبيعونه على الإنترنت، على الرغم من أن الدواء قد حظر في الهند.
في دراسة الاتراب مبنية على قاعدة بيانات تأمين صحي في الولايات المتحدة، لم توجد زيادة في خطر الأحداث القلبية الوعائية في المعالجة بـ تيغاسيرود.